# Mariano Puerta
Mariano Puerta (San Francisco, Córdoba, 19 de setembro de 1978) é um ex-tenista profissional argentino.
Seu ponto máximo na carreira, foi a final de Roland Garros de 2005, perdendo para Rafael Nadal, e chegando ao Top 10 da ATP, sendo N. 9.

## Doping
Mariano Puerta acusou doping no controle efetuado após a Final de Roland Garros de 2005 e foi punido com 8 anos de suspensão, bem como a perda dos pontos e da premiação recebidos em todo o torneio desse ano. Contudo o resultado da Final manteve-se nos registros oficiais.

## Grand Slam finais

### Simples (1 vice)
| Resultado | Ano  | Campeonato       | Oponente da Final | Placar da Final    |
| Vice      | 2005 | Aberto da França | Rafael Nadal      | 6–7, 6–3, 6–1, 7–5 |

## ATP Tour finais (10)

### Simples: 10 (3 títulos 7 vices)
| Legenda                             |
| ----------------------------------- |
| Grand Slam (0–1)                    |
| Tennis Masters Cup (0–0)            |
| ATP Masters Series (0–0)            |
| ATP International Series Gold (0–1) |
| ATP International Series (3–5)      |

| Títulos por Piso |
| ---------------- |
| Duro (0–0)       |
| Saibro (3–7)     |
| Grama (0–0)      |
| Carpete (0–0)    |

| Resultado | N. | Data              | Torneio                                               | Piso   | Oponente           | Placar                  |
| --------- | -- | ----------------- | ----------------------------------------------------- | ------ | ------------------ | ----------------------- |
| Vice      | 1. | 10 Agosto 1998    | San Marino Open, San Marino                           | Saibro | Dominik Hrbatý     | 2–6, 5–7                |
| Campeão   | 1. | 5 Outubro 1998    | Campionati Internazionali di Sicilia, Palermo, Itália | Saibro | Franco Squillari   | 6–3, 6–2                |
| Vice      | 2. | 21 Fevereiro 2000 | Mexican Open, México                                  | Saibro | Juan Ignacio Chela | 4–6, 6–7(4–7)           |
| Vice      | 3. | 28 Fevereiro 2000 | Chile Open, Santiago, Chile                           | Saibro | Gustavo Kuerten    | 6–7(3–7), 3–6           |
| Campeão   | 2. | 6 Março 2000      | Bancolombia Open, Bogotá, Colômbia                    | Saibro | Younes El Aynaoui  | 6–4, 7–6(7–5)           |
| Vice      | 4. | 10 Julho 2000     | Swiss Open, Gstaad, Suíça                             | Saibro | Àlex Corretja      | 1–6, 3–6                |
| Vice      | 5. | 17 Julho 2000     | ATP de Umag, Umag, Croácia                            | Saibro | Marcelo Ríos       | 6–7(1–7), 6–4, 3–6      |
| Vice      | 6. | 7 Fevereiro 2005  | ATP de Buenos Aires, Buenos Aires, Argentina          | Saibro | Gastón Gaudio      | 4–6, 4–6                |
| Campeão   | 3. | 4 Abril 2005      | Grand Prix Hassan II, Casablanca, Marrocos            | Saibro | Juan Mónaco        | 6–4, 6–1                |
| Vice      | 7. | 5 Junho 2005      | Aberto da França, Paris, França                       | Saibro | Rafael Nadal       | 7–6(8–6), 3–6, 1–6, 5–7 |